# Love Drunk
Love Drunk är Boys Like Girls andra studioalbum. Det släpptes 8 september 2009 och spelades in i New York och Vancouver enligt sångaren Martin Johnson.
Från albumet så har tre singlar släppts. "Love Drunk" släpptes på Itunes 30 juni 2009. De har också gjort en musikvideo till låten som skådespelerskan och sångerskan Ashley Tisdale medverkar i. "She's Got a Boyfriend Now" släpptes som en digital singel den 15 september. "Two Is Better Than One", en låt som Taylor Swift medverkar i, släpptes den 19 oktober på radio.

## Låtlista
1. "Heart Heart Heartbreak" - 3:24
2. "Love Drunk" - 3:46
3. "She's Got a Boyfriend Now" - 4:05
4. "Two Is Better Than One" (med Taylor Swift) - 4:02
5. "Contagious" - 3:20
6. "Real Thing" - 3:22
7. "Someone Like You" - 4:01
8. "The Shot Heard 'Round the World" - 3:27
9. "The First One" - 4:01
10. "Chemicals Collide" - 3:31
11. "Go" - 6:09